# Carna (mythologie)
Carna was volgens de Romeinse dichter Publius Ovidius Naso de godin van de deurhengsels. Zij was, zegt hij, een schone nimf, die in een bos aan de Tiber woonde, zich met jagen en vissen bezighield, en door goden en halfgoden werd bemind. Zij spotte met haar minnaars, misleidde ze en lokte hen, onder de schijn van hun haar liefde te zullen schenken, in een spelonk, waar zij plotseling verdween, en de aldus bedrogenen lang vruchteloos naar de uitgang moesten zoeken. Eindelijk werd zij door de god Ianus met zijn dubbel aangezicht verschalkt, want hij zag haar achter zich in een rotsspleet verdwijnen; hij keerde zich om, greep haar en dwong haar zijn gemalin te worden. Hij maakte haar uit liefde tot de beschermster van de deurhengsels en bovendien van kleine kinderen, die zij tegen boze geesten beschermde.